# Sistema de cultivo

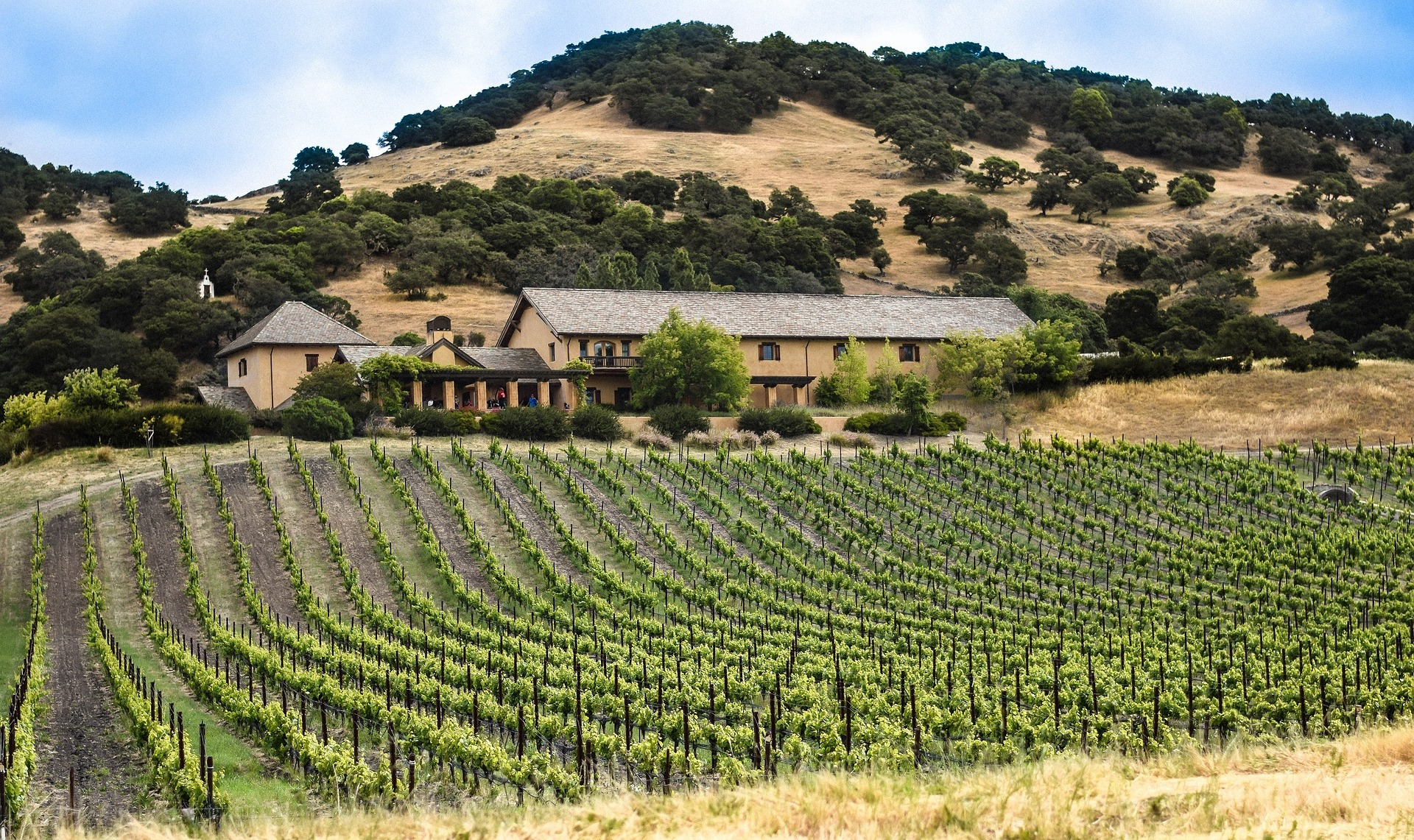
Viñedo en espaldera en crecimiento activo

En agricultura, un sistema de cultivo es el conjunto de prácticas relacionadas con la organización y gestión de los elementos naturales y artificiales involucrados en la producción agrícola, cuyo fin último es la facilitación y aumento de la producción, el mejoramiento de la calidad del producto cosechado, la reducción de costos y/o la mitigación del impacto ambiental.
El concepto abarca no solo la selección de cultivos, sino también las técnicas de siembra, manejo del suelo, riego, fertilización y cosecha. Los sistemas de cultivo son esenciales en el proceso de maximización de la producción agrícola, variando significativamente en función de una serie de factores, como el tipo de cultivo, las condiciones climáticas locales, la calidad del suelo, la disponibilidad de recursos hídricos, la mano de obra y la infraestructura tecnológica.

## Desarrollo histórico
Históricamente, las prácticas agrícolas se fundamentaban en conocimientos empíricos; dependían de un delicado equilibrio entre la fertilidad del suelo, los métodos de cultivo establecidos y las condiciones socioeconómicas predominantes. Los modelos de producción agrícola se ajustaban estrictamente a las costumbres y cosmovisiones locales, la alteración de las mismas se consideraba riesgoso, dada la limitada comprensión de las intrincadas conexiones entre las condiciones medioambientales, la efectividad de las técnicas agrícolas y las variedades vegetales cultivadas.
Durante la transición de finales del siglo XVIII a principios del siglo XIX, el acelerado crecimiento demográfico, la evolución de las estructuras de mercado, el auge de la industrialización y los avances en los distintos campos científicos impulsaron colectivamente un cambio de paradigma en las metodologías agrícolas. Durante este período, hubo un esfuerzo académico concertado para definir, contrastar y organizar con precisión diversos modos de explotación agraria, entendidos como sistemas de organización técnica de aprovechamiento agrícola.
En 1848, el estadista y agricultor francés, Adrián de Gasparín, definió «sistema de cultivo» como “la elección que hace el hombre, de los procedimientos mediante los cuales explota la naturaleza”, definición muy cercana a la del concepto moderno de gestión agrícola. La definición actual resulta de las reflexiones de un grupo de trabajo formado en el INRA en 1974, en torno a Michel Sebillotte, quien lo describió como el conjunto de prácticas agrícolas utilizadas en parcelas de tierra tratadas de forma homogénea.

## Sistemas
Existen diversos tipos de sistemas de cultivo utilizados en la agricultura moderna, que van desde métodos tradicionales hasta enfoques altamente tecnificados y especializados. La elección de un sistema de cultivo particular depende de una serie de consideraciones, como los objetivos de producción, la sostenibilidad ambiental, la rentabilidad económica y la disponibilidad de recursos.

### Cultivo en hileras
El cultivo en hileras es una técnica agrícola convencional que se caracteriza por la plantación sistemática de cultivos en hileras lineales a lo largo del área cultivable. Este método facilita procesos eficientes de cultivo, mantenimiento y cosecha al proporcionar demarcaciones claras para cada planta. La disposición estructurada de los cultivos en hileras optimiza la utilización de recursos como el agua y la luz solar, lo que permite un mejor control de las malezas y mejora la productividad agrícola general.

### Agricultura de conservación
La agricultura de conservación representa un enfoque agrícola holístico, diseñado para proteger la calidad del suelo, mitigar la erosión y promover prácticas agrícolas sostenibles, con el objetivo de mejorar la productividad a largo plazo y, al mismo tiempo, minimizar la degradación ambiental. Los principios clave de la agricultura de conservación incluyen la mínima alteración del suelo, el mantenimiento de una cobertura permanente del suelo mediante técnicas como la siembra directa o el acolchado y la diversificación de las rotaciones de cultivos.

### Agroforestería
La agroforestería es una estrategia de gestión sostenible de la tierra que integra árboles y arbustos en los sistemas agrícolas. Mediante la combinación de plantas perennes leñosas con cultivos tradicionales o ganado, la agroforestería tiene como objetivo mejorar la resiliencia de los ecosistemas, aumentar la biodiversidad y mejorar la productividad agrícola general. Los árboles en los sistemas agroforestales brindan numerosos beneficios, como sombra, protección contra el viento, enriquecimiento del suelo y flujos de ingresos adicionales a partir de la producción de madera o fruta, lo que fomenta un paisaje agrícola más sostenible y diversificado.

### Hidroponía
La hidroponía es un método de cultivo sin suelo que implica el plantío en soluciones de agua ricas en nutrientes, eliminando la necesidad de medios de tierra tradicionales. Este sistema permite un control preciso sobre la nutrición de las plantas y la absorción de agua, lo que conduce a un crecimiento acelerado. Los sistemas hidropónicos varían desde configuraciones sencillas que utilizan agua enriquecida con nutrientes, hasta tecnologías avanzadas, como la aeroponía, que consiste en el rocío de las raíces vegetales con soluciones nutritivas.

### Acuaponía
La acuaponía es un sistema agrícola simbiótico que combina la acuicultura (cría de peces) con la hidroponía en un entorno integrado de circuito cerrado. En los sistemas acuapónicos, los desechos de los peces proporcionan nutrientes a las plantas cultivadas hidropónicamente, mientras que las plantas ayudan a purificar el agua para los peces. Esta relación mutuamente beneficiosa crea un método sostenible y eficiente en el uso de los recursos para la producción de alimentos, en el que se priorizan el ciclo de nutrientes y la conservación del agua.

## Tipos de cultivo
Entre los tipos de cultivo, se encuentran arbustos, aromáticas, medicinales y culinarias, planta de temporada, trepadoras y planta de interior.